# Airbus Helicopters VSR700
L’Airbus Helicopters VSR700 est un drone multi-missions français développé par Airbus Helicopters sur la base de l’hélicoptère léger Guimbal Cabri G2, étudié pour la marine française dans le cadre du projet de Système de Drone Aérien de la Marine (SDAM). Propulsé par un moteur Diesel et équipé d’un fenestron, il peut embarquer une charge utile de 150 kg. Malgré sa taille relativement importante, ce drone est prévu pour être embarqué sur les principaux navires de la marine, comme les frégates et les porte-hélicoptères, qui disposent d’une hélisurface ; les autres navires recevant quant à eux le Système de mini-drone aérien de la Marine, (ou éventuellement les deux, comme les portes-hélicoptères amphibies).
Le projet, annoncé en octobre 2016. Le 29 décembre 2017, la direction générale française de l'Armement (DGA) notifie à Airbus Helicopters et Naval Group une étude d'intégration sur certains navires de la Marine nationale ; son premier vol a lieu en novembre 2019.
La Loi de programmation militaire [LPM] 2024-30 prévoit l’acquisition de 8 exemplaires d’ici 2030, l’objectif étant ensuite d’en doter tous les navires dits de premier rang à l’horizon 2035. Lors du salon du Bourget 2025, Sébastien Lecornu  ministre des Armées françaises a confirmé le choix du VSR700 pour le système de drone aérien de la marine (SDAM). Les premiers appareils doivent être commandés cette même année.

## Caractéristiques
Le VSR700 était initialement le vecteur aérien du système de drone maritime Orka. Développé sur demande de la Marine nationale française, il est basé sur l'hélicoptère léger Cabri G2 développé et produit par l'hélicoptériste bucco-rhodanien Hélicoptères Guimbal, d'une masse maximale au décollage d'environ 700 kg, d'où son nom. Il s'agira donc d'un aéronef de masse notablement plus élevée que le Camcopter S-100 autrichien déjà expérimenté par la marine française.
Il est équipé d'une motorisation diesel Thielert Centurion 2.0 de 145 ch, plus économique que tout ce qui se fait par ailleurs en la matière (15 kg de carburant à l'heure de vol) pour lui permettre d'atteindre une autonomie de huit à 10 heures à la vitesse de 185 km/h, un rayon d’action de 150 km et une altitude possible de 5 000 m avec une charge utile de 150 kg (boule optronique Wescam MW-10 et radar Diades C-Ranger 200), et éventuellement de bouées acoustiques et de grenades anti-sous-marines, au prix de performances diminuées du fait de la masse augmentée. Il devra pouvoir décoller et se poser de manière automatique (système   DeckFinder).

## Historique
L'annonce du choix de l'engin pour le programme de « Système de Drones Aériens pour la Marine » (SDAM) a lieu le 20 octobre 2016. Des essais sont prévus en 2017 sur l'un des BPC de classe Mistral. C'est sur ce type de navire qu'il doit être déployé, ainsi que sur les frégates.
À la suite des essais réalisés sur un démonstrateur optionnellement piloté en 2017, le premier vol du prototype du VSR700 a lieu le 8 novembre 2019 au centre d’essais de drones d’Aix-en-Provence.
Le 15 avril 2021 Airbus Hélicoptères a annoncé la commande par la France d'un second prototype du démonstrateur pour poursuivre l'effort d'intégration sur un navire de la marine nationale.
Durant le premier trimestre 2022, dans le cadre d'une étude de levée de risques SDAM (d'un montant d'environ cent millions d'euros) des essais de décollage et d'appontage automatiques depuis un bateau civil en mer furent menés. Ceux-ci devaient établir si oui ou non le démonstrateur était capable de décoller et d'atterrir sur des navires de manière entièrement autonome, y compris dans des conditions de mer comparables à celles supportées par les hélicoptères actuels (NH90, Panther Standard 2) qui sont aptes à voler dans des conditions de mer de force 5 (forte). Après 130 essais dans des conditions de mer significatifs, il est estimé qu'il répond aux critères.
En 2022, le sénateur Cédric Perrin, après avoir auditionné le ministre des Armées Sébastien Lecornu, suggère que le programme SDAM est menacé en raison de « difficultés techniques ». L’amiral Pierre Vandier, Chef d'état-major de la Marine [CEMM], avait indiqué qu’il allait être « examiné dans le cadre des travaux sur la loi de programmation militaire en vue d’assurer une convergence coût / performance / délai ». Le SDAM fait l’objet de quelques critiques, certains estimant que ce nouveau drone, s'il n'était pas équipé pour emporter des munitions (voir dernier paragraphe), n’apporterait pas de capacités militaires décisives par rapport au Camcopter S-100.
Du 7 au 15 décembre 2022, plus de 25 ingénieurs et techniciens de la DGA (issus de DGA Essais en vol, DGA Essais de missiles, DGA Techniques navales et DGA Ingénierie des projets) et des industriels, en particulier Airbus Helicopters, Naval Group et DIADÈS MARINE (pour le radar marine) ont vérifié le bon fonctionnement technique du démonstrateur en survol maritime au cours de cinq vols pour un total de neuf heures. Cette campagne d'essais (menée sur le site de DGA Essais de missiles à l'Île du Levant) porte le nombre total d'heures de vol dans le cadre de l'étude de levée de risques SDAM à plus de 240 heures sur plus de 160 vols.
Le 27 janvier 2023, la DGA annonce que les capacités techniques en phase de survol maritime du démonstrateur, testé en décembre 2022, ont été validées ce qui représente une étape importante dans le développement du VSR700. Les essais devraient se poursuivre depuis une FREMM de la Marine Nationale, probablement à bord de la Provence, au mois d'octobre. En attendant, Airbus mène avec succès une campagne de décollage et d'appontage en baie de Douarnenez à bord du MV Partisan au mois de mai.
En 2024, Airbus Helicopters fait part de son intention de doter cet appareil de nouvelles capacités, notamment en matière de lutte anti-sous-marine [ASM], sans pour autant renoncer à celles relatives aux missions ISR [renseignement, surveillance, reconnaissance]. Il pourrait être doté de paniers latéraux contenant quatre bouées acoustiques SonoFlash de Thales permettant le multistatisme (multiplier les sonars récepteurs ou émetteurs/récepteurs couplés) et/ou quatre grenades anti-sous-marines de Naval Group. Il disposerait également du détecteur d’anomalie magnétiques MAD-XR [Magnetic Anomaly Detection Extended Role] de CAE. L’ajout de ce kit de mission lui fera prendre un peu de masse, ce qui réduira son endurance, qui est normalement de huit heures, pour un rayon d’action de 150 km. Airbus avait déjà travaillé sur le sujet avec l'entreprise Alkan (systèmes d’emports et d’éjection pour l’aéronautique militaire et civile) avec une nacelle fixée sous le ventre du drone et contenant des bouées acoustiques éjectables par l’arrière. Mais cette solution, toujours proposée, oblige à sacrifier d’autres charges utiles, comme le système électro-optique ou le radar de surveillance.

## Drones comparables
- Camcopter S-100
- Saab Skeldar